# Monanthotaxis heterantha
Monanthotaxis heterantha är en kirimojaväxtart som först beskrevs av Henri Ernest Baillon, och fick sitt nu gällande namn av Bernard Verdcourt. Monanthotaxis heterantha ingår i släktet Monanthotaxis och familjen kirimojaväxter. Inga underarter finns listade i Catalogue of Life.